# Lasimorpha
Lasimorpha, monotipski rod kozlačevki, dio je potporodice Lasioideae. Jedina vrsta je L. senegalensis,, rizomatozni geofit raširen od zapadne tropske Afrike do Čada i Angole

## Sinonimi
- Cyrtosperma afzelii (Schott) Engl.; DC. & A. DC., Monogr. Phan. 2: 269 (1879)
- Cyrtosperma senegalense (Schott) Engl.; DC. & A. DC., Monogr. Phan. 2: 270 (1879)
- Lasiomorpha afzelii Schott; Gen. Aroid, t. 85, f. 11 (1858)

## Vanjske poveznice
- Lasimorpha senegalensis, Brooklyn Botanic Garden
- Lasimorpha senegalensis, Brooklyn Botanic Garden
- Lasimorpha senegalensis